# Paracorymbia tonsa
Марунка бліднувата (лат. Paracorymbia tonsa, (J. Daniel & K. Daniel, 1891)) — жук з родини Скрипунових.